# Tiempo Argentino (diario fundado en 2010)
Tiempo Argentino es un semanario dominical de Argentina, editado en la ciudad de Buenos Aires que pertenece a la cooperativa de trabajadores "Por Más Tiempo", creada luego de la quiebra del grupo editorial encabezado por el empresario Sergio Szpolski (fundador del diario). Su primer número apareció el 16 de mayo de 2010 en formato de tabloide de 56 páginas color, el primer ejemplar a cargo de la cooperativa salió el 24 de abril de 2016. Desde optar por el camino autogestionado, el medio extendió su propuesta al ámbito digital, que incluye a las áreas audiovisual y de redes sociales.
La redacción se encuentra en el barrio porteño de San Telmo. En enero de 2012 tiraba 36 000 ejemplares.

## Orientación
El periódico declara ser «un diario generalista, progresista, plural, democrático y comprometido» y el director Roberto Caballero (n. 1970) manifestó que se propone hacer «un diario pluralista, defensor de los derechos humanos, a favor de la autonomía nacional frente a los grupos financieros internacionales y de la economía al servicio de la producción y el empleo» teniendo como objetivo el pluralismo, un estudio del CONICET sobre el medio concluyó que «orientó su contrato de lectura a los votantes del peronista Frente para la Victoria. Es por ello que desde el espacio público y mediático se tendió a definir al nuevo medio como una voz del gobierno nacional, cuya emergencia se debió a la necesidad de este gobierno de contrarrestar la presencia dominante de Clarín en el mercado de medios».
Caballero afirmó no obstante que la publicación es «profundamente honesta» y «no confundimos la agenda empresaria con la comunicación».

## Equipo periodístico
Desde su fundación hasta 2016, el director de Tiempo Argentino fue Roberto Caballero (n. 1970), quien dirigiera la revista Veintitrés que ―al igual que este diario― perteneció a un grupo empresarial encabezado por Sergio Szpolski, empresario periodístico ligado al kirchnerismo y que incluso intentó iniciar una carrera política a través de esa fuerza política, cuando fue candidato a intendente de Tigre en 2015.
Caballero es coautor de los libros Galimberti. De Perón a Susana, de Montoneros a la CIA y AMIA, la verdad imposible, es fundador y director de Contraeditorial, recibió el «Diploma al mérito investigativo» del Instituto de Prensa y Sociedad y de Transparency International, fue columnista de los programas de televisión Punto doc y Asuntos pendientes, y del diario La Prensa y titular de la cátedra Periodismo de Investigación en la Universidad del Museo Social Argentino.
Entre los columnistas que publicaron en la segunda etapa (entre 2010 y 2016) se encuentran:Hernán Brienza, Alberto Dearriba, Víctor Hugo Morales, Pacho O’Donnell, Florencia Peña y Bernardo Stamateas.
Integran la redacción destacados periodistas que antes trabajaron en medios como Clarín, Crítica de la Argentina, Crónica, Infobae, La Prensa, La Voz del Interior, Noticias, Página/12, Siete Días, Revista Veintitrés.
El subdirector es Gustavo Cirielli. El resto del equipo lo conforman, entre otros:
- Juan Alonso (jefe de Policiales),
- Lucía Álvarez,
- Gerardo Aranguren,
- Juan Arias (jefe de Fotografía),
- Ramiro Barreiro,
- Mariano Beristain (jefe de Economía),
- Marcelo Bianco (jefe de Suplementos),
- Christian Boyanovsky Bazán,
- Juan Diego Britos,
- Fernando Capotondo (secretario de Redacción),
- Ignacio Chausis,
- Hernán Dearriba (secretario de Redacción),
- Catriel Echeverri,
- Marcelo Fernández Bitar (jefe de Espectáculos),
- Gimena Fuertes,
- Gabriel Giubelino (jefe de Sociedad),
- Ricardo Gotta (jefe de Deportes),
- Alfredo Grieco y Bavio,
- Diego Igal,
- Julia Izumi (jefa de Política),
- Laura Litvin,
- Néstor López,
- Alberto López Girondo (jefe de Mundo),
- Mónica López Ocón (jefa de Cultura),
- Claudio Mardones,
- Viviana Mariño,
- Gabriel Morini,
- Cynthia Ottaviano (jefe de Investigación),
- Natalia Páez,
- Ana Clara Pérez Cotten,
- Martín Piqué,
- Damián Pussetto,
- Mariano Quesada (jefe de Cierre),
- Gastón Rodríguez,
- Carlos Romero,
- Ivana Romero,
- Manrique Salvarrey,
- Gustavo Sarmiento,
- Martín Sassone,
- Javier Schurman,
- Randy Stagnaro,
- María Sucarrat (secretaria de Redacción),
- Pablo Taranto,
- Alejandro Wall,
- Felipe Yapur,

## Historieta
Desde su regreso en 2016, el periódico publicó, por primera vez como tira semanal, la historieta El Eternauta, del guionista desaparecido (asesinado por la dictadura) Héctor Oesterheld (1919-1978) y del dibujante Francisco Solano López (1928-2011). Sobre su significado, dice el director del diario:

Oesterheld reivindicaba el héroe colectivo. Me gusta el laburo asociado, creo en los equipos así como en la economía cooperativa. Entre todos se pueden hacer mejores cosas. El individualismo es una lacra posmoderna de los noventa, alguna vez hay que desterrarlo.
Roberto Caballero

## Aspectos económicos
El día del lanzamiento, Tiempo Argentino regaló 25 000 ejemplares en la ciudad de Buenos Aires, para bajar luego a 11 000 ejemplares el día lunes, 8400 el martes, 8200 el miércoles y 7500 el jueves.
Para inicios de 2016, en enero se había anunciado que un empresario que era desconocido en Buenos Aires, el empresario correntino de eventos Mariano Martínez Rojas, había comprado el diario. Ante esa noticia, el personal del diario se negó a desocupar el edificio, abrió una cuenta bancaria y solicitó aportes económicos a sus lectores para ayudarlo en su continuidad y se realizó un festival artístico para recaudar fondos. De las 170 personas que trabajaban, 125 decidieron formar la cooperativa Por Más Tiempo y el periódico volvió a publicarse, en forma de semanario, el domingo 24 de abril de 2016 con una tirada de 30 mil ejemplares en Capital Federal, Gran Buenos Aires y La Plata. El 3 de julio 
En la madrugada del 4 de julio de 2016 Martínez Rojas, que todavía no había podido tomar el control real del diario que había comprado seis meses atrás, junto a un grupo de 20 personas ingresó al edificio que compartían la redacción del diario y la entonces emisora de Radio América y expulsaron, mediante la violencia, a las tres personas que oficiaban de guardias. Durante más de dos horas los atacantes destruyeron el lugar, ensañándose especialmente contra la conexiones a Internet con el objetivo de impedir la normal preparación de las noticias y la salida del diario. El diario cooperativo Tiempo publicó una nota donde denunciaba los antecedentes de los atacantes que ingresaron y destrozaron la redacción y supuestos nexos entre los atacantes y los políticos del pro Martín Ocampo, Daniel Angelici, Enrique Nosiglia y el jefe de la Policía porteña. Los atacantes se retiraron escoltados por la policía metropolitana que no intervino.
Los trabajadores del diario se apersonaron en la sede y exigieron a la policía que ingresara al edificio para expulsar a los intrusos, pero el subcomisario a cargo se negó aduciendo que había recibido órdenes de no actuar por parte de la fiscalía.
Los periodistas que asistieron al lugar declararon que luego de esa pasividad el grupo de matones se retiró escoltado por la propia fuerza de seguridad policial, razón por la cual denunciaron su complicidad en el ataque.
Fracasado este intento, Martínez Rojas, por carta documento, desistió de la compra realizada, argumentando que se había encontrado con "pasivos de más de 1.000% mayores" a los que había denunciado Spolszki al momento de vender.[cita requerida] De este modo, el periódico quedó sin un titular legal y pasó a ser explotado por la cooperativa "Por Más Tiempo".
La edición impresa es semanal (sólo los domingos) y tiene una versión web que se actualiza diariamente. Se mantiene parte de la estructura editorial. Además de su edición dominical, la cooperativa edita la Revista T (de tirada trimestral) y el sitio web TiempoAr. Además periódicamente emite una edición especial en papel, como la edición especial para vender en la marcha del 24 de marzo de 2016, con una tirada de 35 mil ejemplares por los 40 años del último golpe militar.